# Бацкино
Бацкино — село в Дятьковском районе Брянской области России. Входит в состав Ивотского городского поселения.

## География
Расположено в 16 км к северо-западу от пгт Ивот, в 6 км к западу от деревни Сельцо.

## История
Упоминается с 1610 года (первоначально как деревня), входила в состав Хвощенской волости Брянского уезда. В XVIII веке — владение Коломниных, Апухтиных; в XIX веке — Похвисневых. Приход Покровской церкви существовал с 1780 года (не сохранилась). В 1879 году была открыта земская школа.

### Административно-территориальная принадлежность
С 1861 по 1925 в Фошнянской волости Брянского (с 1921 — Бежицкого) уезда; в 1925—1929 гг. в Жуковской волости (одно из крупнейших сёл); с 1929 в Дятьковском районе. До 1930-х гг. — центр Бацкинского сельсовета, затем до 2005 входило в Сельцовский сельсовет.

## Население
| 2010 | 2013 |
| ---- | ---- |
| 122  | ↗139 |

## Инфраструктура
Личное подсобное хозяйство с зоной сельскохозяйственного использования, индивидуальная застройка усадебного типа.
Основа экономики — сельское хозяйство.

## Памятные места, достопримечательности

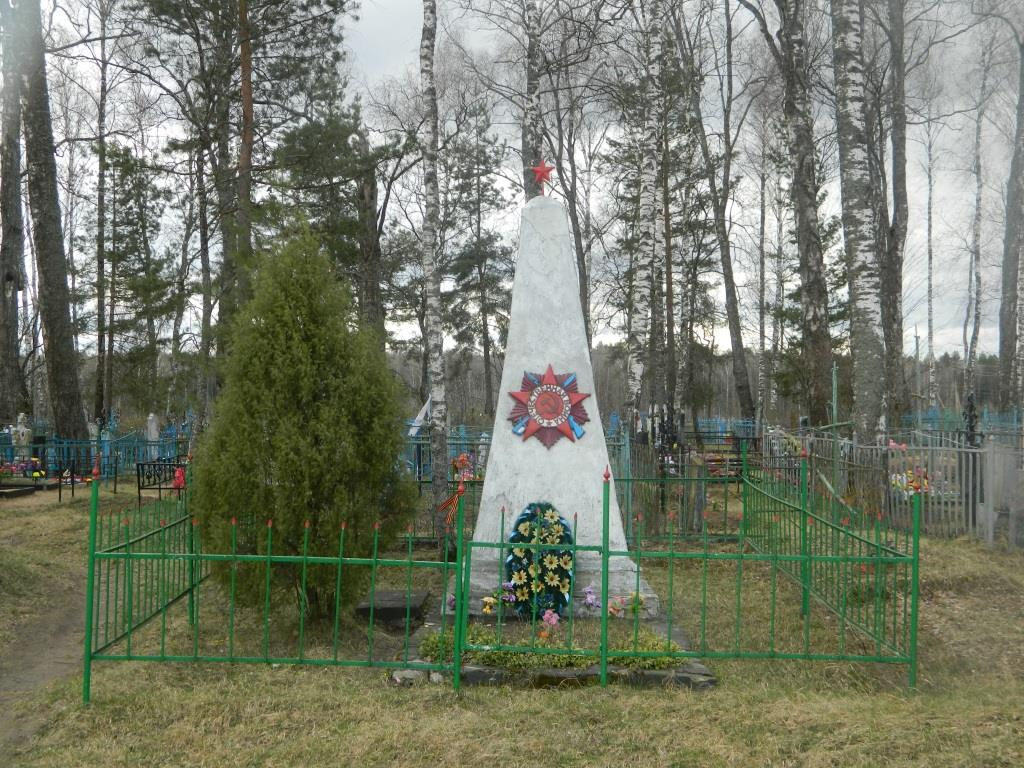
Братская могила 50 советских воинов в д. Бацкино

Братская могила 50 советских воинов на окраине деревнм.

## Транспорт
Деревня доступна автотранспортом. Остановка общественного транспорта «Бацкино».